# Metropolia Goa i Damanu
Metropolia goańska i damańska – metropolia rzymskokatolicka w Indiach. Obecnie w jej skład wchodzą archidiecezja Goa i Damanu oraz diecezja Sindhudurg.